# Omex
Omex – miejscowość i gmina we Francji, w regionie Oksytania, w departamencie Pireneje Wysokie.
Według danych na rok 1990 gminę zamieszkiwało 179 osób, a gęstość zaludnienia wynosiła 32 osób/km² (wśród 3020 gmin regionu Midi-Pyrénées Omex plasuje się na 884. miejscu pod względem liczby ludności, natomiast pod względem powierzchni na miejscu 1442.).